# Winter-Asienspiele 2025/Teilnehmer (Nepal)
| Gelbes Symbol für Goldmedaillen mit stilisierten Olympischen Ringen | Graues Symbol für Silbermedaillen mit stilisierten Olympischen Ringen | Braundes Symbol für Bronzemedaillen mit stilisierten Olympischen Ringen |
| ------------------------------------------------------------------- | --------------------------------------------------------------------- | ----------------------------------------------------------------------- |
| —                                                                   | —                                                                     | —                                                                       |

Nepal nahm mit 4 Athleten an den Winter-Asienspiele 2025 in Harbin teil.

## Teilnehmer nach Sportarten

### Ski Alpin
| Athleten                | Wettbewerbe | 1. Lauf     | 1. Lauf | 2. Lauf     | 2. Lauf | Gesamt      | Gesamt |
| Athleten                | Wettbewerbe | Zeit        | Rang    | Zeit        | Rang    | Zeit        | Rang   |
| ----------------------- | ----------- | ----------- | ------- | ----------- | ------- | ----------- | ------ |
| Frauen                  |             |             |         |             |         |             |        |
| Laxmi Rai               | Slalom      | 1:38,91 min | 41      | 1:43,22 min | 35      | 3:22,13 min | 35     |
| Debora Timalsina        | Slalom      | 1:34,46 min | 40      | 1:32,60 min | 34      | 3:07,06 min | 34     |
| Männer                  |             |             |         |             |         |             |        |
| Saphal Ram Shrestha     | Slalom      | DNS         | DNS     | DNS         | DNS     | DNS         | DNS    |
| Chhowang Mingyur Tamang | Slalom      | DNS         | DNS     | DNS         | DNS     | DNS         | DNS    |